# Josef Fisahn
Josef Fisahn (* 30. Oktober 1850 in Rößel; † 4. Dezember 1898 in Gera) war ein deutscher Redakteur und Politiker.

## Leben
Fisahn war der Sohn des Landwirts Peter Fisahn in Rößel und dessen Ehefrau Anna geborene Goerigk. Er war evangelisch-lutherischer Konfession und heiratete am 5. Mai 1883 in Düsseldorf Elisabeth Mathilde Jonen (* 5. Oktober 1863 in Düsseldorf), die Tochter des Fuhrunternehmers Christian Jonen in Düsseldorf.
Fisahn wurde Redakteur und zog 1886 von Rößel nach Gera, wo er eine Buchdruckerei erwarb. Er war auch Redakteur des freisinnigen „Geraischen Tageblatt“ in Gera.

## Politik
Fisahn vertrat linksliberale Positionen und war Mitglied der DFP, ab 1884 der DFsP, seit 1893 der FrVP. Bei der Reichstagswahl 1893 kandidierte er erfolglos im Reichstagswahlkreis Reuß jüngerer Linie.
Bis 1898 war er Mitglied des Gemeinderats der Stadt Gera. Vom 27. Oktober 1889 bis zum 16. September 1892 war er Mitglied im Landtag Reuß jüngerer Linie.